# دهه ۱۹۷۰ (میلادی)

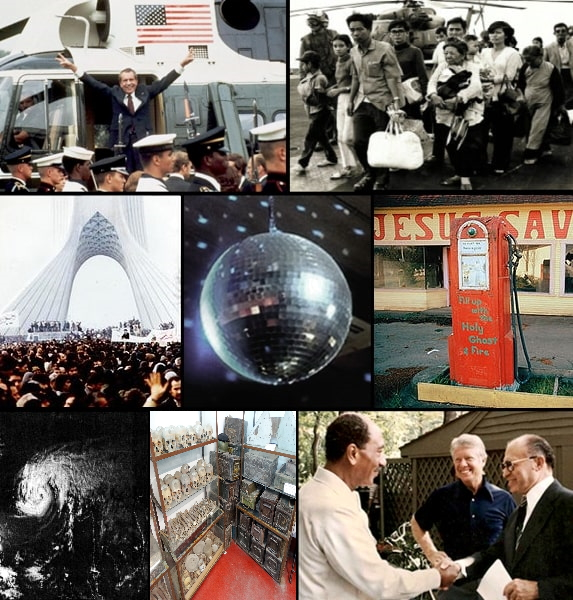

دهه ۱۹۷۰ (میلادی) صد و نود و هفتمین دهه تقویم میلادی است. انقلاب اسلامی ایران در این دهه اتفاق افتاد.

## نگارخانه

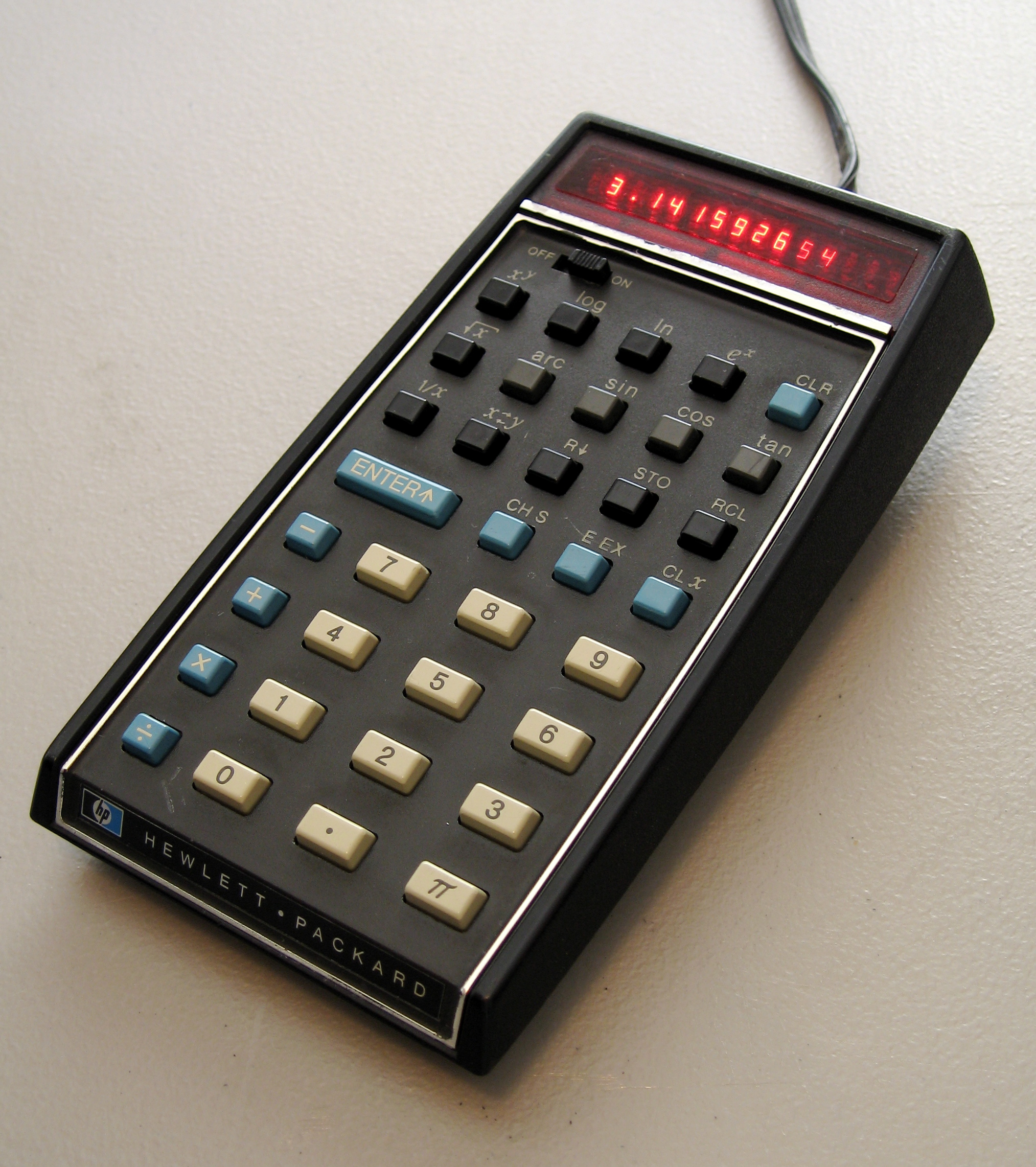
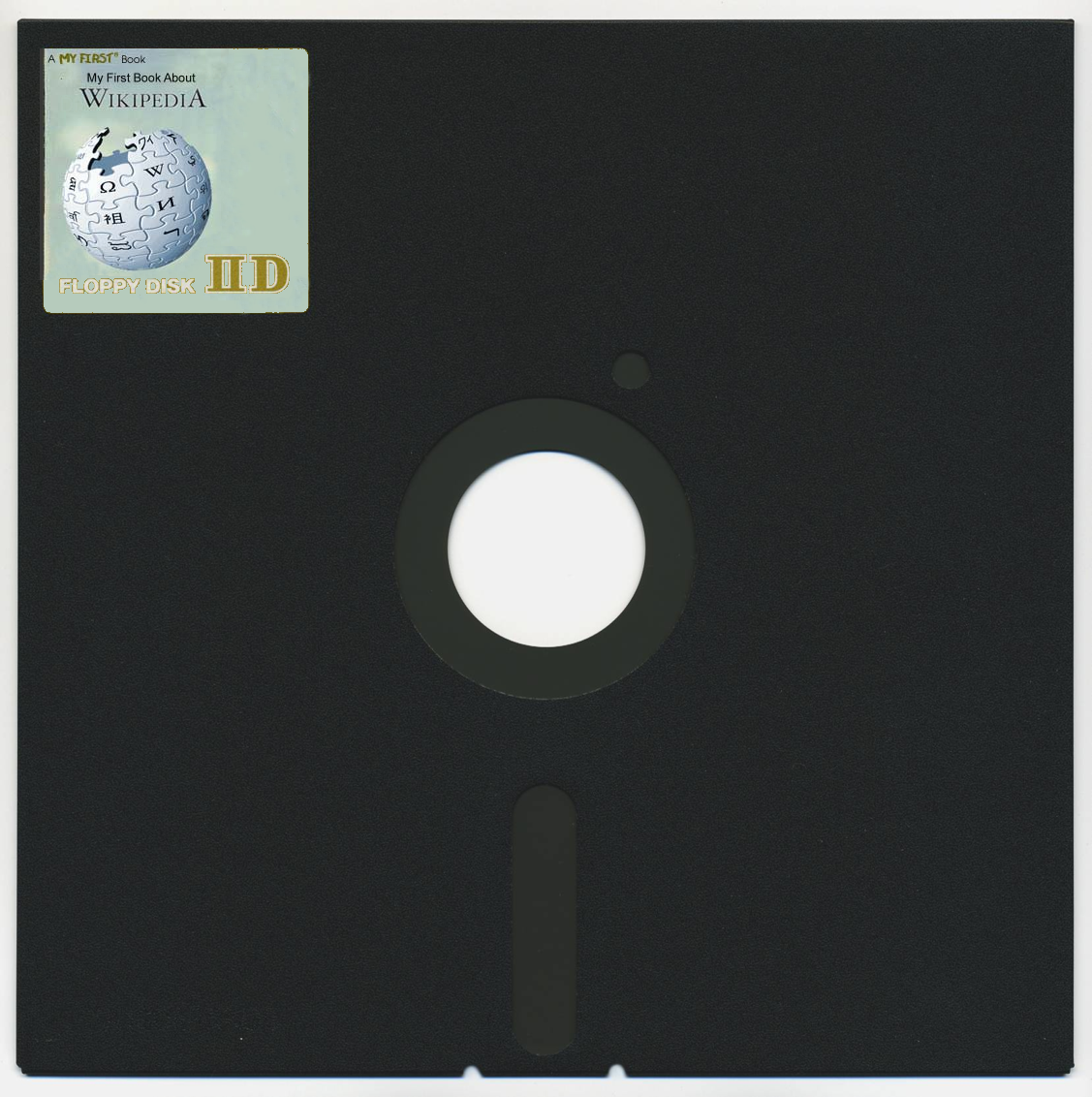
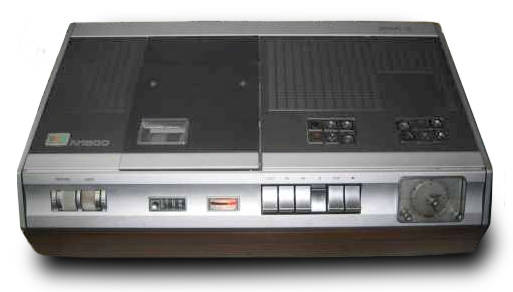

## درگذشتگان
‎